# Laeospira granulata
Laeospira granulata är en ringmaskart som först beskrevs av Carl von Linné 1767.  Laeospira granulata ingår i släktet Laeospira och familjen Serpulidae. Inga underarter finns listade i Catalogue of Life.